# Дапкюнас Андрій Вадимович
Андрій Вадимович Дапкюнас (біл. Андрэй Вадзімавіч Дапкюнас) (11 квітня 1963, Мінськ) — білоруський дипломат. Постійний представник Республіки Білорусь в ООН в Нью-Йорку (2004—2017). Заступник міністра закордонних справ Республіки Білорусь (2017—2020). Надзвичайний і Повноважний Посол Республіки Білорусь в Австрійській Республіці та за сумісництвом у Словенії (з 2020).

## Життєпис
Народився 11 квітня 1963 року в Мінську. У 1985 році закінчив перекладацький факультет Мінського державного педагогічного інституту іноземних мов (спеціалізація — англійська і французька мови). У 1989—1990 рр. як аспірант-дослідник навчався в Лондонській школі економіки. Кандидат філософських наук (1991). Тема дисертації «Політична культура молоді Великої Британії», захищена в БГУ.
У 1992—1994 рр. другий секретар Постійного представництва Республіки Білорусь при ООН в Нью-Йорку. Працював на різних керівних посадах в МЗС РБ.
У 1995—2004 рр. керував американським регіональним підрозділом МЗС Республіки Білорусь.
У 2006 р був главою Виконавчого комітету Дитячого фонду ООН, ЮНІСЕФ (President of the Executive Board of the UN Children's Fund, UNICEF).
У 2008 р. був заступником глави Економічної і Соціальної комітету ООН, ЕКОСОР (Vice-President of the United Nations Economic and Social Council ECOSOC). Член виконавчого комітету Міжнародної асоціації постійних представників при ООН. Став першим представником РБ, який звернувся до Генеральної асамблеї ООН на білоруській мові.
З 27 серпня 2004 року по 4 лютого 2011 року — Постійний представник Республіки Білорусь в ООН в Нью-Йорку.
У лютому 2011 р., відповідно до указу президента РБ Олександра Лукашенка, відкликаний з Нью-Йорка. Підозрювався співробітниками Комітету державної безпеки Республіки Білорусь в зв'язках з кандидатом у президенти РБ Андрієм Санніковим (екс-заступник міністра закордонних справ РБ). За підсумками розгляду зняв з себе підозри, і 13 грудня 2011 був знову призначений керівником білоруської дипломатичної місії при ООН у Нью-Йорку, де під його керівництвом працював син міністра закордонних справ РБ Володимира Макея.
15 листопада 2016 р. виступив в Третьому комітеті Генеральної Асамблеї ООН проти прийняття резолюції, яка засуджує ситуацію з правами людини в окупованому Криму. Україна розцінила голосування делегації Білорусі «як ніж у спину» і спробу заблокувати резолюцію по Криму.
З 7 серпня 2017 року — заступник міністра закордонних справ Республіки Білорусь.
З 20 липня 2020 року — Надзвичайний і Повноважний Посол Республіки Білорусь в Австрійській Республіці та за сумісництвом у Словенії; Постійний представник Республіки Білорусь при міжнародних організаціях у Відні та за сумісництвом в Організації з безпеки та співробітництва в Європі (ОБСЄ).
21 жовтня 2024 року призначений послом Республіки Білорусь у Словаччині за сумісництвом.

## Сім'я
- Мати — Жанна Казимирівна (1941), уродженка Польщі, директор Літературного музею Янки Купали, засновник Міжнародного фонду Янки Купали, дочка Ядвіги Романівської — племінниці поета Івана Домініковича Луцевича («Янки Купали»).
- Батько — Вадим Вячеславович Дапкюнас (1940), чиновник міністерства культури БРСР, який курирував театральну справу.